# Mathias Skaarup Hansen

Mathias Immersen Hansen (f. 11. juni 1994) er en dansk fodboldspiller, der spiller for fodboldklubben Borbjerg GU.
Hansen er mestendels angriber, men spiller også som offensiv midtbanespiller.
Hansen fik sin fodboldopdragelse i Borbjerg GU, hvor han efterfølgende havde sine første ungdomsår i Holstebro Boldklub. Herefter blev han hentet til Thisted FC som U17-spiller, hvor han spillede U17- og U19 division. Herefter var han med omkring 2. divisionstruppen, men efter endt uddannelse flyttede han til Holstebro igen. Her spillede han i 2 år for Holstebro Boldklubs danmarksseriehold, hvorefter han flyttede til Vildbjerg i 2016. I Vildbjerg spillede han på klubbens førstehold i 7 sæsoner, og var med til at spille om oprykning til Danmarksserien. I foråret 2020 valgte han at skifte Vildbjerg SF ud med barndomsklubben Borbjerg Skave Fodbold. Grundet Covid-19 blev det ikke til så mange kampe i 2020.   

## Klubber
- Borbjerg GU - 1998 - 2006
- Holstebro B - 2006-2011
- Thisted FC - 2011-2014
- Holstebro B - 2014-2016
- Vildbjerg SF - 2016 - 2020
- Borbjerg Skave Fodbold - 2020 - nu

 Der er for få eller ingen kildehenvisninger i denne artikel, hvilket er et problem. Du kan hjælpe ved at angive troværdige kilder til de påstande, som fremføres i artiklen.